# Gilbert Prudon
Pour les articles homonymes, voir Prudon.
Gilbert Prudon, né le 21 mai 1759 à Charolles (Saône-et-Loire), mort le 13 janvier 1811 à Charolles (Saône-et-Loire), est un général de brigade et homme politique de la Révolution française.

## Biographie
Il entre en service le 20 juin 1779, dans le régiment de Jarnac-dragons, et il sert dans l’armée royale jusqu’en 1789.
Le 28 septembre 1791, il devient capitaine au 1er bataillon de volontaires de Saône-et-Loire, et il passe adjudant-général chef de bataillon en novembre 1792.
Il est promu général de brigade le 7 juin 1794 à l’armée du Rhin, et il est démis de ses fonctions le 10 octobre suivant par le comité de salut public. Il est mis en congé de réforme le 12 janvier 1798.
Le 14 avril 1799, il est élu député de Saône-et-Loire au conseil des Cinq-Cents, par 157 voix sur 240 votants. Attaché aux institutions républicaines, il est exclu du conseil le 10 novembre 1799, pour s’être opposé au coup d’état du 18 brumaire. Exilé momentanément dans le département de la Charente Inférieure, il se retire à Charolles.
Il meurt le 13 janvier 1811, à Charolles.

## Sources
- (en) « Generals Who Served in the French Army during the Period 1789 - 1814: Eberle to Exelmans »
- (pl) « Napoléon.org.pl »
- Georges Six, Dictionnaire biographique des généraux & amiraux français de la Révolution et de l'Empire (1792-1814), Paris : Librairie G. Saffroy, 1934, 2 vol., p. 334